# Sanna Marin
Sanna Mirella Marin, finska političarka, * 16. november 1985, Helsinki.
Marin je bila med letoma 2019 in 2023 predsednica vlade Finske. Ob prevzemu funkcije je bila s 34 leti najmlajša premierka na svetu.
Sanna Marin se je rodila v Helsinkih, a se je pozneje preselila v Tampere, kjer je diplomirala na Univerzi v Tampereju. Socialdemokratski mladini se je pridružila leta 2006, kasneje pa je bila med letoma 2010 in 2012 njena podpredsednica. Bila je tudi članica mestnega sveta Tampereja in kasneje izvoljena za poslanko v parlamentu. Po odstopu Anttija Rinneja zaradi poštne stavke je bila Sanna Marin 8. decembra 2019 imenovana za predsednico vlade Finske. Funkcijo je prevzela pri svojih 34 letih in je najmlajša oseba na tem položaju v zgodovini Finske, prav tako četrta najmlajša voditeljica v svetu po Dritanu Abazoviću iz Črne gore, Gabrielu Boriću iz Čila in Ibrahimu Traoréju iz Burkina Fasa.
Kot predsednica vlade je Sanna Marin državo vodila v času pandemije COVID-19. Obsodila je rusko invazijo na Ukrajino leta 2022 in jasno podpirala Ukrajino. Skupaj s predsednikom Saulijem Niinistöjem je napovedala, da bo Finska maja 2022 zaprosila za članstvo v zvezi NATO. Ves čas svojega mandata se je soočala tudi s kritikami, zlasti zaradi fotografiranja oktobra 2020 in razkritih videoposnetkov zasebnih zabav. Uvrščena je bila na BBC-jev seznam 100 žensk kot naslovnica revije Time "Time100 Next", ki je predstavljala "vplivne mednarodne voditelje", Avstralska radiodifuzna korporacija pa jo je poimenovala "ikona progresivnega vodenja".
Na parlamentarnih volitvah leta 2023 je Socialdemokratska stranka osvojila tretji rezultat, zakar je Sanna Marin napovedala odstop z mesta predsednice vlade in stranke, ter da se za nov mandat ne bo potegovala.

## Mladost
Sanna Mirella Marin se je rodila 16. novembra 1985 v Helsinkih. Preden se je preselila v Tampere, je živela tudi v Espooju in Pirkkali. Njena starša sta se ločila, ko je bila zelo mlada; družina se je soočala s finančnimi težavami, oče Lauri Marin se je boril z alkoholizmom. Po ločitvi staršev sta Sanno vzgajali njena mati in materina partnerka.
Marinova je leta 2004 pri 19 letih maturirala na srednji šoli Pirkkala (Pirkkalan Yhteislukio). Med študijem (2007–2017) je delala v pekarni in kot blagajničarka, leta 2012 diplomirala in 2017 magistrirala iz upravnih znanosti na Univerzi v Tampereju.

## Zgodnja politična kariera
V socialdemokratsko stranko se je vključila leta 2006 ter bila med letoma 2010 in 2012 prva predsednica njenemu podmladku. Leta 2008 je neuspšeno kandidirala na lokalnih volitvah, leta 2012 pa je bila pri 27. letih izvoljena v mestni svet Tampereja. Poleg tega je bila članica skupščine Sveta regije Tampere, ter članica regijskega sveta Pirkanmaa od leta 2013 do 2016.
Leta 2014 je bila izvoljena za drugo namestnico predsednika stranke, leto kasneje pa za poslanko v finski parlament. Izvoljena je bila tudi na volitvah leta 2019.
6. junija 2019 je bila ob imenovanju nove vlade pod vodstvom Antija Rinneta, postavljena na mesto ministrice za promet.

## Predsednica vlade
Po kritikah na račun premierja Antija Rinneta glede odziva na poštno stavko, je le-ta 5. decembra 2019 napovedal odstop. Stranka je Marinovo imenovala za njegovo naslednico na mestu premierja, med tem ko bo Rinne ostal predsednik socialdemokratske stranke do konvencije v letu 2020. Položaj predsednice vlade je prevzela 10. decembra 2019 v starosti 34 let. S tem je postala najmlajša premierka na svetu. Konstrukcija vlade je ostala enaka, z nekaj spremembami portfeljev. Dvanajst od devetnajstih ministrov je žensk.
Ena najodmevnejših odločitev njenega mandata je bil vstop Finske v Severnoatlantsko zvezo (NATO), s čimer je Finska prekinila svojo dolgoletno vojaško nevtralno držo. Državo je h koraku spodbudila ruska invazija na Ukrajino leta 2022.
2. aprila 2023 je Sanna Marin priznala poraz svoji desnosredinski tekmici, Nacionalni koaliciji, ki jo je vodil Petteri Orpo. Stranka Marinove je osvojila tretji rezultat, za Orpovo NCP in nacionalističnimi Finci. SDP je kljub padcu strank osvojila tri dodatne poslanske sedeže. Sama je bila Sanna Marin za poslanko ponovno izvoljena, in sicer s 35.623 glasovi v okrožju Pirkanmaa. 5. aprila je napovedala, da bo na naslednjem jesenskem kongresu stranke odstopila z mesta predsednice SDP in se za nov mandat ne bo več potegovala.

## Zasebno
Marinova je kot edinka odraščala v družini istospolnih (lezbičnih) staršev. Bila je prva v rodu, ki je študirala. Leta 2018 se ji je v zakonu z Markusom Räikkönenom rodila hčer Emma. Z Markusom sta se avgusta 2020 poročila v uradni rezidenci predsednika vlade. Njuno stalno prebivališče je v okrožju Kaleva v Tampereju, med pandemijo COVID-19 pa so prebivali v Kesäranta. Dejala je, da bi se, če bi imela to možnost, preselila na podeželje. Je vegetarijanka.